# Gallkehmen
Gallkehmen, 1938 bis 1945: Hohenschanz, ist ein verlassener Ort im Rajon Nesterow der russischen Oblast Kaliningrad.
Die Ortsstelle befindet sich zweieinhalb Kilometer nordöstlich von Newskoje (Pillupönen/Schloßbach) unmittelbar an der Grenze zu Litauen, auf dessen Seite sich früher der gleichlautende Ort Galkiemis (o. ä.) befand, der ebenfalls nicht mehr existiert. Nächstliegender litauischer Ort ist heute das drei Kilometer östlich gelegenen Girėnai an der Regionalstraße KK186.

## Geschichte
Gallkehmen war um 1780 ein adeliges Dorf. 1874 wurde die Landgemeinde Gallkehmen namensgebend für einen Amtsbezirk im Kreis Stallupönen. 1938 wurde Gallkehmen in Hohenschanz umbenannt.
Im Oktober 1944 wurde der Ort von der Roten Armee besetzt und kam in der Folge mit dem nördlichen Ostpreußen zur Sowjetunion. Einen russischen Namen bekam er nicht mehr.

### Einwohnerentwicklung
| Jahr | Einwohner |
| ---- | --------- |
| 1867 | 121       |
| 1871 | 144       |
| 1885 | 153       |
| 1905 | 98        |
| 1910 | 82        |
| 1933 | 100       |
| 1939 | 118       |

### Amtsbezirk Gallkehmen (Hohenschanz) 1874–1945
Der Amtsbezirk Gallkehmen wurde 1874 im Kreis Stallupönen eingerichtet. Er bestand zunächst aus 17 Landgemeinden.
| Name                   | Änderungsname von 1938 | Russischer Name nach 1945 | Bemerkungen                                |
| ---------------------- | ---------------------- | ------------------------- | ------------------------------------------ |
| Adlig Budweitschen     | Grundhausen            |                           |                                            |
| Bäuerlich Budweitschen | Finkenschlucht         |                           |                                            |
| Gallkehmen             | Hohenschanz            |                           |                                            |
| Groß Sodehnen          | Grenzen (Ostpr.)       | Nekrassowo                |                                            |
| Klein Sodehnen         | Kleinhellbrunn         |                           | 1895 zu Mattlauken                         |
| Matternischken         | Matten                 | Rybalkowo                 |                                            |
| Mattlauken             | Hellbrunn              |                           |                                            |
| Matzkutschen           | Fuchshagen             | Malo-Nekrassowo           |                                            |
| Norudszen              | Neuplaten              |                           | 1937 zu Plathen, 1936 bis 1938: Norudschen |
| Plathen                | Platen                 |                           |                                            |
| Pötschlauken           | Pötlau                 |                           | 1937 zu Matzkutschen                       |
| Sannseitschen          | Sannen                 | Tscheljuskino             |                                            |
| Schuckeln              |                        |                           |                                            |
| Semmetimmen            |                        | Tagilskoje                |                                            |
| Susseitschen           | Hochtann               |                           |                                            |
| Szabojeden             | Haselgrund (Ostpr.)    |                           | 1936 bis 1938: Schabojeden                 |
| Wicknaweitschen        | Wickenfeld             | Bolsche-Ostrowskoje       |                                            |

1935 wurden die Landgemeinden in Gemeinden umbenannt. 1938 oder 1939 wurde der Amtsbezirk in Hohenschanz umbenannt. Im Oktober 1944 umfasste der Amtsbezirk Hohenschanz, nun im umbenannten Landkreis Ebenrode, die 13 Gemeinden Finkenschlucht,
Fuchshagen, Grundhausen, Haselgrund (Ostpr.), Hellbrunn, Hochtann, Hohenschanz, Matten, Platen, Sannen, Schuckeln, Semmetimmen und Wickenfeld. Bewohnt ist davon nur noch das heutige Nekrassowo, das sich heute im Bereich des früheren Matzkutschen/Fuchshagen befindet.

## Kirche
Gallkehmen/Hohenschanz gehörte zum evangelischen Kirchspiel Pillupönen.